# Depressió tropical nou (2000)
La depressió tropical nou de la temporada d'huracans a l'Atlàntic del 2000 fou un dèbil cicló tropical del setembre que afectà lleument algunes zones del Golf de Mèxic.
Es desenvolupà a causa de la interacció d'un persistent tàlveg de baix nivell i un grup de convecció associat amb una ona tropical, aconseguint vents de fins a 56 km/h (35 mph). El sistema fou classificat amb el seu nom quan estava situat 298 km al sud del llac Charles de Louisiana el 7 de setembre. A causa de la proximitat de la costa, la depressió no va poder intensificar-se fins a convertir-se en una tempesta tropical i va arribar a una velocitat màxima del vent de 56 km/h. La depressió es va debilitar lleugerament abans de tocar terra a prop de Sabine Pass, a Texas, el 9 de setembre. Vuit hores després, la depressió es va dissipar a l'interior.
La depressió va provocar precipitacions lleugeres a moderades a Louisiana, Mississipi, Arkansas, Alabama i Texas, tot i que van ser de menys de 76 mm. Algunes zones del sud de Louisiana, Mississippi i Alabama van informar de precipitacions superiors a 150 mm. Les precipitacions associades a la depressió van arribar a 170 mm a Buras-Triumph, Louisiana. No obstant això, la depressió no va causar danys ni víctimes mortals.